# Amphineurus insulsus
Amphineurus insulsus là một loài ruồi trong họ Limoniidae. Chúng phân bố ở miền Australasia.